# Isla Dead Chest
La Isla Dead Chest (en inglés: Dead Chest Island) es poco más que una gran roca que está situada justo debajo de una media milla al norte del este (0,4 millas a 27 grados verdaderos) de la bahía de Deadman en la isla de Peter, Islas Vírgenes Británicas. Está deshabitada, no tiene agua potable ni árboles y sólo una escasa vegetación. Fue utilizada antiguamente como campo de tiro por la Real Policía de las Islas Vírgenes, pero la apertura de un hotel en las inmediaciones de la isla Peter coincidió con la decisión de construir un campo de tiro en la isla de Tórtola. La isla es ahora un Parque nacional, siendo el buceo su actividad popular.